# Glotta
Glotta. Zeitschrift für griechische und lateinische Sprache är en traditionsrik facktidskrift inom området klassisk filologi.  Namnet Glotta kommer från det grekiska ordett γλῶττα (glotta ="tunga" eller "språk").
Tidskriften Glotta grundades 1909 av Paul Kretschmer och Franz Skutsch. Den innehöll framför allt artiklar om de klassiska antika språken latin och gammalgrekiska men även språkhistoriska, strukturella och etymologiska untersökningar. 
Efter Andra världskriget utgavs tidskriften av Kretschmer och Bruno Snell. Därefter har Hartmut Erbse, Heinz-Günther Nesselrath, Klaus Nickau, Klaus Strunk, Michael Meier-Brügger och Gerhard Meiser varit utgivare. Numera innehas funktionen av Andreas Willi, Jan Felix Gaertner och Daniel Kölligan.
Årligen utkommer på förlaget Vandenhoeck & Ruprecht två häften, tidvis även två dubbelhäften. Artiklarna är skrivna på tyska, engelska,  franska, italienska och spanska. Några recensioner publiceras inte i Glotta.